# Rémy Riou
Rémy Riou (Lione, 6 agosto 1987) è un calciatore francese, portiere del Paris FC.

## Palmarès

### Club

#### Competizioni nazionali
- Supercoppa francese: 1

O. Lione: 2006

### Nazionale
- Campionato d'Europa Under-17: 1

2004